# Daqing
Daqing is een stad en een prefectuur in de noordelijke provincie Heilongjiang, Volksrepubliek China. Bij de volkstelling van 2020 had de stad 1.604.027 inwoners. De gehele prefectuur had 2.781.562 inwoners.
Het gebied van de prefectuur Daqing ontstond in 1979 door de vereniging van de steden Datong, Honggang, Longfeng, Ranghulu en Sairt en van vier arrondissementen.
Daqing ligt tussen de steden Harbin en Qiqihar.

## Olie

### Productie
Daqing is een zeer belangrijk oliegebied voor het land. Op 26 september 1959 werd hier voor het eerst aardolie aangeboord. De regio trok veel mensen aan die naar werk zochten in de olie-industrie. In 1960 werden de reserves getaxeerd op 400 miljoen ton en in dat jaar werd de eerste olie verscheept. In 1963 was de jaarlijkse productie opgelopen tot 5 miljoen ton en China was volledig zelfvoorzienend op dat moment. Er werden meer velden in China aangeboord, maar geen kon Daqing evenaren in omvang. Ondanks de strubbelingen ten tijde van de Culturele Revolutie bleef de olieproductie groeien van zo’n 10 miljoen ton in 1966 naar 50 miljoen ton in 1976. In dit laatste jaar was dit gelijk aan de helft van de nationale olieproductie. In 1997 bereikte de productie van het Daqingveld een piek van 56 miljoen ton en daalde naar 40 miljoen ton in 2009. Om de productie gaande te houden wordt op grote schaal water in de grond geïnjecteerd dat de olie naar de pompen moet drijven. De beheerder van het olieveld is PetroChina en het is nog steeds een belangrijk veld voor de onderneming. In de drie jaren van 2012 tot en met 2014 werd er per dag 800.000 vaten olie gewonnen en dat is ongeveer een derde van de totale olieproductie van het bedrijf.
Met de ruwe olie productie is in Daqing een industrieel complex gekomen dat zich bezighoudt met de winning en verwerking van olie in olieproducten en chemische producten.

### Eindpunt van oliepijplijn uit Rusland
Begin 2011 is een oliepijplijn vanuit Rusland naar Daqing in gebruik genomen. Het Russische staatsbedrijf Transneft, de monopolist op het gebied van olievervoer per pijplijn, heeft de leiding aangelegd en in beheer. Dit project is een onderdeel van het Oostelijke oliepijpleiding initiatief. Tussen april 2006 en eind 2009 was al een 2757 kilometer lang tracé tussen Tajsjet en Skovorodino aangelegd. In de tweede fase is deze pijplijn met 1115 kilometer verlengd naar Daqing; er komt nog een derde pijplijn van Skovorodino naar de Russische havenstad Kozmino. De leiding naar China heeft een capaciteit van 30 miljoen ton olie op jaarbasis en voorziet voor een deel in de Chinese behoefte aan olie. De investering in de pijplijn is grotendeels met Chinese leningen gefinanceerd. Het grootste gedeelte van de Russische olie-export gaat nog naar West-Europa, maar met deze nieuwe pijplijn heeft het land een alternatief afzetkanaal.

## Stedenband
- Calgary (Canada)
- Tyumen, (Rusland)